# ヤンギチャル
ヤンギチャル（モンゴル語: Yangičar、生没年不詳）は、オゴデイの孫のカイドゥの息子で、モンゴル帝国の皇族。兄のチャパルが失脚した後、一時的に「カイドゥのウルスの帝王（カイドゥ・ウルス君主）」の地位に就いたが、最期はチャパルら兄弟とともに大元ウルスに亡命した末に亡くなった。

## 概要
『集史』「オゴデイ・カアン紀」によると、モンゴル帝国第2代皇帝オゴデイの孫カイドゥの第2子であったとされる。ただし、母親については『集史』で名前、出身部族ともに欠落して詳細は不明である。「美しい顔立ちで才能があった」ため、カイドゥはヤンギチャルを大変愛していたという。

### クペレクの乱
カイドゥの存命中、ヤンギチャルは対オルダ・ウルス（ジョチ・ウルスの左翼部）の最前線に配備されていた。『集史』には以下のように記されている。
すなわち、カイドゥは｢オルダ・ウルス当主のバヤンが大元ウルス/フレグ・ウルスと連合しカイドゥ・ウルスの事業の損失となること」を懸念し、ヤンギチャル、シャー、トレ・テムル、メリク・テムルという4人の王子をオルダ・ウルスとの境界線上に派遣した。ヤンギチャルらの派遣は「クペレクの乱（オルダ家王族のクペレクによる、バヤンへの叛乱）」と連動したもので、これに対して大元ウルス側もトトガクやユワスといった将軍をシベリア方面に展開しカイドゥ・ウルス軍と戦ったことが漢文史料上でも記録されている（イビル・シビルの戦い）。

### カイドゥ死後の動乱
カイドゥが1301年にテケリクの戦いで負った傷が元で亡くなると、カイドゥ・ウルスは混乱状態に陥った。カイドゥは息子達の中でオロスを最も気に入り後継者と目していたが、チャガタイ家当主のドゥアは敢えて庶長子のチャパルを支援し、1303年にはドゥアの後ろ盾の下チャパルがエミル川にて即位した。これに対して本来の後継者であったオロス、その妹で戦士としても有名だったクトルン、グユク家のトクメらはチャパルの即位を「カイドゥの意思と命令に背くもの」として非難し、両者は内戦状態に陥った。そもそもドゥアがチャパルを擁立した目的はオゴデイ家内部に不和をもたらすことで勢力を弱体化させ、代わってチャガタイ家が「カイドゥ・ウルス」のイニシアチブを得ることにあったと考えられ、オロスとチャパルがオゴデイ家どうしで相争うのはドゥアの目論み通りであった。
更に、1304年にはドゥアは長年敵対関係にあった大元ウルスと単独講和を果たし、1306年に至るとカイシャン率いる大元ウルス軍とドゥア軍の挟撃によってほとんどのオゴデイ系諸王は捕虜となり、チャパル・オロス・トクメ・ヤンギチャルらのみが追撃を逃れて中央アジアに留まることができた（イルティシュ河の戦い）。配下の領民をほとんど失ったチャパルらはやむなくチャガタイ家のドゥアに投降し、同年クナス草原にてクリルタイを開催したドゥアはチャパルを廃位することで名実ともにカイドゥの後継＝中央アジアの支配者としての地位を確立した。『オルジェイトゥ史』によると、この時ドゥアによってヤンギチャルは「カイドゥのウルスの帝王位」に就けられたとするが、実態を伴わないお飾りの帝王であることは明らかであった。同じく『オルジェイトゥ史』は、この頃のヤンギチャルが「ナウルーズの帝王（＝名目だけの王）」と呼ばれて嘲笑されていたと伝えている。
しかしドゥアが1307年に亡くなると、その後を継いだ息子のゴンチェクも在位1年で急逝してしまい、遠縁で長老格のナリクが即位することになったが、今度はナリクとドゥアの遺児達との間で内戦が起こることになった。これを好機と見たチャパルは、ヤンギチャル、オロス、トクメらオゴデイ家残党とともに蜂起し、ナリクを破って即位したケベクを一度は破った。しかし、大元ウルスの支援を受けて体勢を立て直したケベクによってチャパルらは敗北を喫し、当時大元ウルスのカアンとなっていたカイシャン（武宗クルク・カアン）の誘いもあって大元ウルスへの亡命を決意した。『オルジェイトゥ史』によると、チャパルらは1千2百頭のウラク（駅馬）を用いてクルク・カアンの下までやってきたが、ハンバリク（大都）に辿り着いた時にヤンギチャルは「毒のシャルバト（薬）」によって殺されたとされる。

## カシン王家
- オゴデイ・カアン(Ögödei Qa'an ＞窩闊台,اوگتاى قاآن/Ūgtāy Qā'ān)
  - カシン大王(Qašin ＞合失/héshī,قاشی/qāshī)
    - カイドゥ大王(Qaidu ＞海都/hǎidōu,قايدو/qāydū)
      - 汝寧王チャパル(Čapar ＞察八児/chábāér,چاپار/chāpār)
        - 汝寧王オルジェイ・テムル(Ölǰei temür ＞完者帖木児/wánzhě tiēmùér)
          - 汝寧王クラタイ(Qulatai ＞忽剌台/hūlátái)

      - ヤンギチャル(Yangičar ＞يانگيچار/yāngīchār)
      - 叛王オロス(Oros ＞斡羅思/wòluosī,اوروس/ūrūs)
      - サルバン(Sarban ＞ساربان/sārbān)
      - クトルン・チャガン(Qutulun Čaγan ＞قوتولو ن جغا/qūtūlūn jaghā)